# Tajemnica skarbowa
Tajemnica skarbowa – termin prawniczy wprowadzony w ustawie z dnia 29 sierpnia 1997 r. Ordynacja podatkowa (Dz.U. z 2022 r. poz. 2651).
- Art. 293. § 1. Indywidualne dane zawarte w deklaracji oraz innych dokumentach składanych przez podatników, płatników lub inkasentów objęte są tajemnicą skarbową.
- § 2. Przepis § 1 stosuje się również do danych zawartych w:
  - informacjach podatkowych przekazywanych organom podatkowym przez podmioty inne niż wymienione w § 1,
  - aktach dokumentujących czynności sprawdzające,
  - aktach postępowania podatkowego, kontroli podatkowej oraz aktach spraw karnych skarbowych,
  - informacjach uzyskanych przez organy podatkowe z banków oraz ze źródeł innych niż wymienione w § 1 lub w pkt 1 i 2.

Art. 34 uchylonej ustawy z dnia 28 września 1991 r. o kontroli skarbowej (Dz.U. z 2016 r. poz. 720) stanowił, że informacje gromadzone i przetwarzane w ramach kontroli skarbowej stanowią tajemnicę skarbową.